# بروس ريتشاردسون (مجدف)
بروس ريتشاردسون (بالإنجليزية: Bruce Richardson)‏ هو مجدف أسترالي، ولد في 5 أكتوبر 1942.

## وصلات خارجية
- بروس ريتشاردسون على موقع الاتحاد الدولي للتجديف (الإنجليزية)
- بروس ريتشاردسون على موقع أوليمبيديا (الإنجليزية)